# Brasileirinho. Muzyka słońca
Brasileirinho. Muzyka słońca (port. Brasileirinho – Grandes Encontros do Choro) – pełnometrażowy film dokumentalny z 2005 roku, poświęcony choro, specyficznie brazylijskiemu gatunkowi muzycznemu, który stanowił podstawę dla rozwoju takich stylów muzycznych jak samba czy bossa nova. Film został zrealizowany w koprodukcji brazylijsko-fińsko-szwajcarskiej. Za kamerą stanął fiński reżyser Mika Kaurismäki, od lat spędzający znaczną część swojego czasu w Brazylii. Kierownictwo muzyczne nad projektem sprawował brazylijski gitarzysta Marcello Gonçalves.
Oś narracji filmu stanowi uroczysty koncert w Rio de Janeiro z okazji obchodzonego w Brazylii Narodowego Dnia Choro. Kamera obserwuje przygotowania do tego wydarzenia, a także obszerne fragmenty samego koncertu. Przeplatają je sceny, w których poznajemy bliżej uczestników koncertu, będących czołowymi wykonawcami choro. Muzycy opowiadają o swoich karierach, używanych instrumentach oraz o historii choro jako gatunku. Prezentują też najbardziej znane kompozycje.

## Muzycy
W filmie występują i grają następujący wykonawcy:
- Luciano Rabelo
- Ademilde Fonseca
- Elza Soares
- Marcos Suzano
- Paulo Moura
- Zezé Gonzaga
- Teresa Christina
- Marcello Gonçalves
- Zé Paulo Becker
- Ronaldo Souza
- Yamandú
- Pedro Miranda
- Guinga
- Joel Nascimento
- Zé da Velha
- Carlinhos Leite
- Hamilton de Holanda
- Henrique Cazes
- Daniel Spilmann
- Umberto Araújo
- Joatan Nascimento
- Fred Dantas
- Edson Santos
- Maurício Carrilho

## Dystrybucja
Światowa prapremiera filmu miała miejsce w lutym 2005 na festiwalu w Berlinie. Pierwszy oficjalny pokaz w Polsce odbył się 8 sierpnia 2008 roku w ramach Festiwalu Dwa Brzegi w Kazimierzu Dolnym i Janowcu. Prawa do dystrybucji filmu w Polsce posiada firma SPI International Polska. W roku 2010 był on emitowany na antenie należącego do tego dystrybutora kanału telewizyjnego Filmbox Extra.